# Crazy Runners - Quei pazzi pazzi sulle autostrade
Crazy Runners - Quei pazzi pazzi sulle autostrade (Honky Tonk Freeway) è un film del 1981, diretto da John Schlesinger.

## Trama
La costruzione di un'autostrada minaccia la sopravvivenza di una cittadina della Florida a vocazione turistica, dal momento che non è previsto uno svincolo per la stessa. Gli abitanti, pur di attirare i turisti che viaggiano sulla vicina autostrada diretta a Miami, si inventano quindi le cose più bizzarre: arrivano a dipingere la città di rosa, organizzano un safari, lo sci acquatico con un elefante, ma tutto invano. Si ribellano quindi, facendo saltare un viadotto in modo da dirottare gli automobilisti nella loro cittadina.